# Ciclopentil metil éter
El ciclopentil metil éter (CPME) o metoxiciclopentano es una molécula orgánica constituida por un anillo de 5 átomos de carbono y un grupo metilo unidos por un átomo de oxígeno. Es un nuevo éter hidrofóbico que se utiliza principalmente como disolvente.

## Síntesis
Hasta hace poco tiempo no era posible la comercialización del ciclopentil metil éter ya que su obtención a gran escala era difícil. 
La síntesis de este compuesto puede realizarse de dos maneras distintas:
1) Mediante la metilación del ciclopentanol. 
2) Mediante la adición de metanol al ciclopenteno. Este segundo método es mejor desde el punto de vista de la química sostenible ya que no produce subproductos.

## Propiedades fisicoquímicas
Debido a las propiedades que presenta el ciclopentil metil éter, aparece como alternativa a la utilización de otros éteres como son el tetrahidrofurano (THF), el 2-metiltetrahidrofurano (2-MeTHF), el dioxano y el 1,2-dimetoxietano (DME).
Los éteres utilizados convencionalmente como disolventes en síntesis orgánica (Et2O, THF, 2-MeTHF, DME y dioxano) presentan algunas desventajas (bajo punto de ebullición, fácil formación de peróxidos y buena solubilidad en agua) que hacen que se busquen otras alternativas a su uso, como es el caso que se trata aquí.
Algunas de las propiedades que hacen interesante al ciclopentil metil éter son:
- Alta hidrofobicidad: por lo que es muy útil en reacciones anhidras. Además esta característica hace que la recuperación del compuesto mediante métodos de extracción sea sencilla, lo que vuelve a ser interesante desde el punto de vista de la química sostenible.

- Bajo calor de vaporización: presenta menor energía de vaporización que el resto de éteres utilizados como disolventes, lo que hace que sea fácil recuperarlo mediante destilación y que las pérdidas de CPME durante las reacciones que se producen a reflujo sean pequeñas (al presentar un punto de ebullición superior)

- Estabilidad bajo condiciones ácidas y básicas.

- Lenta formación de peróxidos: debido a la poca estabilidad del radical del CPME la velocidad con la que se forman los peróxidos es baja, de manera que el peligro de explosión disminuye y la seguridad aumenta.

- Estrecho rango de explosión: hace que su manipulación sea sencilla y segura.

## Aplicaciones
El ciclopentil metil éter se utiliza en síntesis orgánicas, principalmente como disolvente. Sin embargo también es útil en extracciones, polimerizaciones, cristalizaciones y recubrimientos de superficies.
Algunos ejemplos de reacciones en las que actúa como disolvente son:
- Reacciones en las que participan agentes alcalinos: sustituciones nucleófilas de heteroátomos (alcoholes y aminas)[3]

- Reacciones mediadas por ácidos de Lewis: transposición de Beckmann, Friedel-Crafts, cicloadiciones y glicosidaciones.[4]

- Reacciones donde se utilizan agentes básicos u organometálicos: condensación de Claisen, formación de enolatos, reacción de Grignard.[5]

- Reducciones y oxidaciones.[6]

- Reacciones con catalizadores de metales de transición.[7]
- Reacciones con eliminación azeotrópica de agua: acetalización, etc.[8]

## Toxicidad
El ciclopentil metil éter se comercializa con las siguientes indicaciones de peligro: 
- R11: altamente inflamable.
- R22: peligroso si se ingiere.
- R36: irritante ocular.
- R37: irritante para el sistema respiratorio.
- R38: irritante para la piel.